# كريستين آدامز
كريستين آدامز (بالإنجليزية: Christine Adams)‏ هي ممثلة بريطانية، ولدت في 14 أغسطس 1974 بلندن في المملكة المتحدة.

## أعمال

### أفلام
- بداية باتمان (2005)
- ترون: الإرث (2010)
- فتاة ميلر (2024)

### مسلسلات
- اكذب علي
- بوشنغ ديزيز[4]
- عملاء شيلد
- كاسل

## وصلات خارجية
- كريستين آدامز على موقع IMDb (الإنجليزية)
- كريستين آدامز على موقع ألو سيني (الفرنسية)
- كريستين آدامز على موقع أول موفي (الإنجليزية)
- كريستين آدامز على موقع قاعدة بيانات الأفلام السويدية (السويدية)
- كريستين آدامز على موقع قاعدة بيانات الفيلم (الإنجليزية)
- كريستين آدامز على موقع كينوبويسك (الروسية)